# HD 16417 b
Lambda2 Fornacis b ou HD 16417 b est une planète extrasolaire (exoplanète) en orbite autour de l'étoile Lambda2 Fornacis (HD 16417), une naine jaune située à une distance d'environ 84,1 ± 0,9 années-lumière (25,8 ± 0,3 parsecs) du Soleil, dans la constellation australe du Fourneau.
Détectée en 2008 par le télescope anglo-australien de l'observatoire de Siding Spring par la méthode spectroscopique des vitesses radiales, sa découverte a été annoncée en 2009.